# 杨洪林
杨洪林（1951年3月—），河北定兴人，中华人民共和国政治人物、外交官。

## 生平
1974年，毕业于北京外国语学院亚非语系，进入中华人民共和国外交部工作。2004年，接替张维秋担任中华人民共和国驻伊拉克大使。2005年，由李华新接任。2007年，任中华人民共和国驻沙特阿拉伯大使。